# Strzelanina w szkole w Marysville
Strzelanina w szkole w Marysville – strzelanina, która miała miejsce 24 października 2014 roku w szkole średniej Marysville Pilchuck High School w miejscowości Marysville w stanie Waszyngton. W ataku zginęło 5 osób, a 1 została ranna.

## Przebieg
Strzelanina miała miejsce rano w szkolnej stołówce. O godz. 10:39 15-letni uczeń Jaylen Fryberg, który siedział przy stoliku wraz z kolegami, wstał i wyciągnął pistolet, po czym oddał strzały do kolegów i siedzących nieopodal uczniów, a następnie się zastrzelił. W wyniku ataku na miejscu zginęła 14-letnia Zoe Raine Galasso, a pozostałe ofiary zmarły w następnych tygodniach w szpitalach; jedna osoba przeżyła strzał sprawcy.

## Sprawca
Sprawcą ataku był 15-letni Jaylen Ray Fryberg (ur. 31 lipca 1999), który był uczniem szkoły. Sprawca w ostatnim czasie przed atakiem miał problemy ze związkiem ze swoją dziewczyną.